# Gregory Chudnovsky
Gregory Volfovich Chudnovsky (também Choodnovsky; em ucraniano:  Григорій Вольфович Чудновський, transl. / Hryhorij Wolfowytsch Tschudnowskyj; em russo:  Григорий Вольфович Чудновский; Kiev, República Socialista Soviética da Ucrânia, 17 de abril de 1952) é um matemático estadunidense, que trabalha com teoria dos números.
Chudnovsky, cuja mãe era engenheira civil e se mudou para Nova Iorque com os filhos, cresceu na Ucrânia. Quando ainda era estudante do ensino médio, publicou seu primeiro trabalho matemático aos 16 anos e resolveu o décimo problema de Hilbert aos 17 anos, mais ou menos na mesma época que Yuri Matiyasevich, que ficou famoso por seu trabalho em 1972. Chudnovsky estudou como seu irmão David Chudnovsky, com quem posteriormente trabalhou de perto, na Universidade de Kiev (diploma em 1974) e obteve um doutorado em 1975 no Instituto de Matemática da Academia Nacional de Ciências da Ucrânia. Gregory Chudnovsky está gravemente incapacitado devido a uma doença (miastenia grave) e, para garantir um melhor atendimento médico, a família solicitou a emigração em 1976, após o que perderam seus empregos e foram perseguidos pela KGB, por exemplo, sua mãe foi espancada na rua em uma ocasião. A família recebeu apoio de matemáticos estrangeiros como Edwin Hewitt, com quem Chudnovsky trabalhou em 1976 em Kiev e que mobilizou um senador dos Estados Unidos para o assunto, e também de Andrei Sakharov. Em 1977 eles puderam partir para Nova Iorque, onde os irmãos trabalharam na Universidade Columbia (até a década de 1990 apenas como Senior Research Scientists). Em 1981 Gregory Chudnovsky recebeu um bolsa MacArthur altamente dotada por cinco anos. Apesar dos esforços de matemáticos influentes (Herbert Robbins escreveu aos membros da Academia Nacional de Ciências dos Estados Unidos em 1986, e Mark Kac e Lipman Bers tentaram sem sucesso levantar dinheiro de patrocínio privado para uma cátedra), os Chudnovskys inicialmente não conseguiram um emprego permanente em uma universidade de Nova Iorque ou qualquer outra universidade nos Estados Unidos que correspondesse às suas habilidades, o que foi parcialmente atribuído à deficiência de Gregory Chudnovsky e ao fato de que eles só queriam preencher essa posição juntos.
Em 2009 ele e seu irmão eram  eram professores no Instituto Politécnico da Universidade de Nova Iorque. Eles ficaram conhecidos por vários recordes no cálculo de Pi, que conseguiram parcialmente em supercomputadores construídos em seu apartamento (chamados de "M zero", inicialmente com 8 processadores, atingindo até 2 gigaflops de poder de computação) no início da década de 1990. Anteriormente, eles haviam chamado a atenção para si mesmos na primavera de 1989, quando estabeleceram um novo recorde com o cálculo de 480 milhões de dígitos de Pi, no que era então uma competição internacional que era realizada anteriormente pela equipe do japonês Yasumasa Kanada da Universidade de Tóquio, que usou um supercomputador Hitachi. Kanada reagiu pouco depois com mais de 1 bilhão de dígitos, que os Chudnovskys superaram no final de 1989. Em meados de 1991 eles calcularam Pi com 2 bilhões de 260 milhões de dígitos e interromperam os cálculos por enquanto.
Para seus cálculos de Pi eles usaram um algoritmo que desenvolveram (algoritmo de Chudnovsky), uma fórmula que fornece Pi como uma série hipergeométrica semelhante à já encontrada por Srinivasa Ramanujan.
Depois de seu primeiro supercomputador doméstico eles também se envolveram em outros projetos de computador. Com Saed Younis (então estudante no Instituto de Tecnologia de Massachusetts - MIT) e o arquiteto de supercomputador da IBM Monty Denneau, construíram pouco depois o computador Little Fermat no MIT , que foi especialmente construído para cálculos da teoria dos números. Gregory Chudnovsky estava interessado principalmente em descobrir padrões na sequência de dígitos de Pi (mas ele não encontrou nenhum padrão estatisticamente significativo).
Chudnovsky fez contribuições importantes para a teoria dos números transcendentes desde a década de 1970 e provou, entre outras coisas, a transcendência do valor da função gama no ponto 1/4.
Sua ajuda com a restauração dos tapetes de unicórnio do Metropolitan Museum of Art (na fotodocumentação digital) foi o tema de um filme para televisão da PBS de 2003.
Os irmãos receberam dentre outros o prêmio Prix Peccot-Vimont francês, várias bolsas Guggenheim e o prêmio da Sociedade de Matemática de Moscou. Em 1994 Gregory Chudnovsky recebeu o Prêmio George Pólya. Foi palestrante convidado do Congresso Internacional de Matemáticos em Helsinque (1978: Algebraic independence of values of algebraic and elliptic functions).
Em 1982 os irmãos foram editores dos Gesammelten Werke de Andrei Sakharov na Dekker.

## Obras
- Editor com David Chudnovsky: The Riemann Problem, complete Integrability and Arithmetic Applications. Proceedings of a Seminar, held at the Institut des Hautes Etudes Scientifiques, Bures-sur Yvette, France and at Columbia University, New York, USA, 1979–1980 (= Lecture Notes in Mathematics. 925). Springer, Berlim u. a. 1982, ISBN 3-540-11483-1.
- Contributions to the theory of transcendental numbers (= Mathematical Surveys and Monographs. 19). American Mathematical Society, Providence RI 1984, ISBN 0-8218-1500-8.
- Editor com David Chudnovsky: Classical and Quantum Models of Arithmetic Problems (= Lecture Notes in Pure and Applied Mathematics. 92). Marcel Dekker, New York NY u. a. 1984, ISBN 0-8247-1825-9.
- Editor com David Chudnovsky: Search theory. Some recent developments (= Lecture Notes in Pure and Applied Mathematics. 112). Marcel Dekker, New York NY u. a. 1989, ISBN 0-8247-8000-0.